# Bisuschio
Bisuschio är en ort och kommun i provinsen Varese i regionen Lombardiet i Italien. Kommunen hade 4 309 invånare (2018).